# Ephedra aurea
Ephedra aurea — вид гнетоподібних з родини ефедрових (Ephedraceae). Місцем проживання цього виду є Сицилія.